# ماریا-لیسا کیروسنیمی
ماریا-لیسا کیروسنیمی (به فنلاندی: Marja-Liisa Kirvesniemi) ورزشکار زن رشتهٔ اسکی صحرانوردی اهل کشور فنلاند است. وی در بین سال‌های ‎۱۹۸۴ تا ۱۹۹۴ میلادی در مسابقات بازی‌های المپیک زمستانی در مجموع ۷ مدال، شامل ۳ مدال طلا و ۴ برنز را کسب کرد.